# ميساك مانوشيان
ميساك مانوشيان (1 سبتمبر 1906 - 21 فبراير 1944) شاعر وناشط شيوعي فرنسي من أصل أرمني. أحد الناجين من الإبادة الجماعية للأرمن، انتقل من دار أيتام في لبنان إلى فرنسا سنة 1925، وأصبح عضوا ناشطًا في صفوف الحركة الشيوعية الفرنسية المناوئة للنازية. أعدمه النازيّون رميا بالرصاص لمشاركته في أعمال المقاومة في فورت مونت فاليريان في 21 فبراير 1944.